# Poliarterite nodosa
La poliarterite nodosa (o panarterite nodosa o periarterite nodosa), anche chiamata malattia di Kussmaul-Maier, è una vasculite sistemica del giovane-adulto caratterizzata da infiammazione transmurale, segmentale e necrotizzante delle arterie muscolari di piccolo e medio calibro. Può coinvolgere i vasi di qualunque organo, con preferenza per le arterie renali, ad eccezione di quelli polmonari. La sintomatologia è conseguente all'ischemia e agli infarti degli organi colpiti.

## Epidemiologia e Eziopatogenesi
Si tratta di una malattia rara, con una incidenza di circa 1,6/milione di individui. La malattia è tre volte più frequente negli uomini che nelle donne. L'età media di insorgenza è fra i 40 e i 50 anni e nel 10-30% dei casi è associata a positività per l'HbsAg o per l'epatite B. È anche sospettato il ruolo delle malattie reumatiche e della leucemia a cellule capellute e sono stati registrati casi sporadici in seguito a infezioni, soprattutto nei bambini. La patogenesi è sconosciuta, ma nelle forme associate ad epatite cronica HBV sarebbero in causa immunocomplessi.

## Clinica
L'insorgenza della malattia è subdola, con malessere generale, febbre, astenia e mialgie (93%). Nel 60% dei casi si notano ipertensione e insufficienza renale cronica. Si rilevano anche dolori mesenterici, claudicatio intermittens, nevriti monolaterali multiple (nel 10% dei casi è colpito il sistema nervoso centrale; hanno come causa l'ischemia o l'emorragia) e nel 50% dei casi è colpita la pelle con ulcere, noduli sottocutanei e livedo reticularis.
Si riscontra inoltre perdita di peso e ipertensione rapidamente progressiva (renina-angiotensina dipendente).
Spesso il paziente presenta una storia di allergia e asma.

## Anatomia patologica
Microscopicamente si può notare in fase acuta l'infiltrato infiammatorio che coinvolge a tutto spessore la parete arteriosa (da cui il termine di panarterite nodosa, pan = tutto). Inizialmente l'infiltrato è costituito da monociti-macrofagi con accumulo in particolare nella avventizia del vaso associato a necrosi fibrinoide che coinvolge solo una parte della circonferenza vasale. Successivamente questo viene riassorbito, lasciando un ispessimento fibroso della parete arteriosa.
Il processo infiammatorio può causare occlusione del vaso per trombosi o degenerazione della parete arteriosa, predisponendo il vaso a dilatazioni aneurismatiche.
Tutte le fasi dell'infiammazione possono essere trovate anche all'interno dello stesso vaso.
La lesione si trova particolarmente sui punti di biforcazione arteriosa. La necrosi transmurale facilita da una parte la dilatazione aneurismatica, dall'altra la stenosi del vaso; i vasi appaiono dilatati in più punti, stenotici in altri (quindi nodosi, da cui l'aggettivo "nodosa" per descrivere tale arterite). In virtù dell'alternanza di porzioni stenotiche e aneurismatiche nello stesso vaso, esso assume conformazione a "corona di rosario".

## Diagnosi
Perché sia corretta è necessaria la presenza di almeno 3 dei criteri sottoriportati:
- diminuzione di peso di almeno 4 kg
- livedo reticularis
- dolore testicolare
- mialgie, astenia, dolore alle gambe (esclusi i cingoli scapolare e il pelvico)
- mono o poli neuropatia
- pressione diastolica maggiore di 90 mmHg
- aumento dell'azotemia oltre i 40 mg/dL e/o della creatinina oltre 1,5 mg/dL
- positività all'HbsAg
- arteriografia anomala (stenosi e aneurismi)
- biopsia arteriosa con granulociti neutrofili in parete.

### Esami di laboratorio
Non esistono esami specifici per la Poliarterite nodosa ma il laboratorio è comunque utile per valutare il coinvolgimento dei vari organi da parte della patologia, nella valutazione dello stato infiammatorio del paziente attraverso gli indici di flogosi (VES e Proteina C Reattiva) e anche definendo le caratteristiche della malattia tramite esami sierologici che comprendono la ricerca di:
- Epatite virale B
- Epatite virale C
- ANCA
- Fattore reumatoide
- Ig anti dsDNA
- ENA
- Crioglobuline
- proteine del complemento

## Evoluzione e prognosi
La malattia ha un esito cicatrizzante per le zone colpite e questo provoca:
- restringimento del lume vasale
- aneurismi
- trombosi per aumentata turbolenza del flusso e alterazioni dell'endotelio

È raro il coinvolgimento di cuore e polmoni
Le principali cause di morte sono l'infarto del miocardio e l'insufficienza renale acuta. 
La prognosi è definibile usando il Five Factor Score,  calcolato valutando i seguenti criteri:
- creatinemia >1,5 mg/dL
- proteinuria >1g/24h
- presenza di cardiomiopatia
- interessamento del SNC
- interessamento dell'apparato gastroenterico

Se nessun fattore è positivo la prognosi stimata è del 98%, se almeno 2 lo sono va da 0 a 65%

## Terapia
È immunosoppressiva. Se la malattia è lieve si usano gli steroidi che vanno combinati con la ciclofosfamide orale o endovena nei casi gravi.